# MV Georgic (1932)
«Джо́рджик» (MV Georgic) — британский теплоход компании «Уайт Стар Лайн». Наряду с «Британником» был последним лайнером, построенным для этой компании.

## Строительство
Спущен на воду в 1931 году в Белфасте на верфи «Harland and Wolff». Дизайн «Джорджика» был подобен «Британнику» с его приземистыми трубами. Был оснащён дизельными двигателями, которые подавали энергию на электродвигатели, которые в свою очередь приводили в движение винты. На испытаниях показал скорость в 19 узлов. Во время Великой депрессии удержал «на плаву» «Уайт Стар Лайн».

## Ранняя карьера
25 июня 1932 года отправился в своё первое плавание из Ливерпуля в Нью-Йорк. В январе 1933 года начал работать на линии Саутгемптон — Нью-Йорк, заменяя перестраивавшийся «Олимпик». 10 мая 1934 года судно стало частью флота новой компании «Cunard-White Star Line». Вскоре вместе с «Британником» начал работать на линии Лондон — Нью-Йорк. В августе 1939 года недолго работал на линии Ливерпуль — Нью-Йорк, пока в сентябре не был реквизирован Британским Адмиралтейством для использования в качестве войскового транспорта.

## Военная карьера
7 июля 1941 года прибыл в Порт-Тевфик, в Суэцком заливе. Вскоре район подвергся бомбардировке люфтваффе, и две бомбы были сброшены на корму «Джорджика». Возник пожар, который добрался до фальшивой трубы, где были размещены боеприпасы. Их детонация вызвала ещё более серьёзный ущерб. Обгоревшее и повреждённое судно оттащили на мелководье.
14 сентября того же года ущерб был оценён. Было решено отправить «Джорджик» на восстановление на верфь «Harland and Wolff».

## Восстановление и последующая карьера
В том же Порт-Тевфике судну заделали некоторые пробоины, после чего отбуксировали в Порт-Судан, где были проведены другие восстановительные работы. Через несколько месяцев оказался в Бомбее, где его также восстанавливали. В январе 1943 наконец отбыл в Белфаст. К декабрю 1944 года «Джорджик» был восстановлен. Его внешность несколько изменилась, так как была убрана фальшивая труба и переделан капитанский мостик. До 1948 года перевозил войска между Италией, Ближним Востоком и Индией. 11 января 1949 года начал перевозку пассажиров из Ливерпуля в Австралию и Новую Зеландию. С 4 мая 1950 по апрель 1951 обслуживал маршрут Ливерпуль — Нью-Йорк, после чего был переведён на Саутгемптон — Нью-Йорк. В ноябре того же года был реквизирован для перевозки войск Содружества наций к местам сражений Корейской войны. В начале 1954 года, перевезя войска домой из Японии, вернулся к маршрутам в Австралию и Новую Зеландию. 19 ноября 1955 «Джорджик» отбыл в свой последний рейс из Ливерпуля в Сидней. После рейса отбыл назад, в бухту Камес на острове Бьют, Шотландия. В феврале 1956 года разобран на металл в Faslane.